# Halony
Halony jsou chemické sloučeniny, které obsahují atomy fluoru, chloru, uhlovodíků a někdy i dalších prvků. Užívaly se jako chladicí látky a rozpouštědla, ale také byly používány v aerosolech a jako hasicí látky. Tyto látky jsou však problematické z environmentálního hlediska, protože mají potenciál škodit ozónové vrstvě atmosféry a přispívat k globálnímu oteplování.
Zvláštní pozornost byla věnována chlorfluoruhlovodíkům (CFC), které byly široce používány jako chladicí látky v klimatizacích, chladírnách a výrobních procesech. CFC byly identifikovány jako hlavní příčina poškození ozónové vrstvy. V důsledku toho byl vytvořen mezinárodní dohoda známá jako Montrealský protokol, který zakazuje nebo omezuje používání některých halonů a CFC v průmyslových aplikacích. Dohoda Montrealského protokolu pomohla výrazně snížit emise těchto látek a chránit ozónovou vrstvu.
Některé halony mohou mít vliv na globální oteplování, protože obsahují fluorované uhlovodíky, které mají vysoký skleníkový potenciál. V reakci na tuto problematiku byly vytvořeny další dohody, jako je Kjótský protokol a Pařížská dohoda, které se snaží o omezení emisí skleníkových plynů včetně těch, které pocházejí z halonů.
Halony jsou chemické sloučeniny, které mají významný dopad na životní prostředí a byly regulovány mezinárodními dohodami kvůli jejich negativním účinkům na ozónovou vrstvu a globální klimatické změny.